# نادرة (ممثلة باكستانية)
نادرة (1968م - 6 أغسطس 1995م) كانت ممثلة وراقصة أفلام باكستانية. دخلت صناعة السينما في عام 1986 وقدمت لها لأول مرة البنجابية فيلم آخري جنگ (الحرب الأخيرة). عملت بشكل رئيسي في أفلام البنجابية والأردية.
تم قتل نادرة برصاص لصوص مجهولين في 6 أغسطس 1995 بالقرب من غولبرغ، لاهور.